# Кастельдельфино
Кастельдельфино (итал. Casteldelfino) — коммуна в Италии, располагается в регионе Пьемонт, в провинции Кунео.
Население составляет 190 человек (2008 г.), плотность населения составляет 6 чел./км². Занимает площадь 33 км². Почтовый индекс — 12020. Телефонный код — 0175.
Покровительницей коммуны почитается святая Маргарита Антиохийская, празднование в третье воскресение июля.

## Демография
Динамика населения:

## Администрация коммуны
- Официальный сайт: http://www.comune.casteldelfino.cn.it/